# كأس آسيا العشرين20 لعام 2007
أقيم كأس آسيا للكريكت العشرين 2007 من 27 أكتوبر حتى 2 نوفمبر 2007 في الكويت.
كانت الفرق العشر المتنافسة هي: أفغانستان، هونغ كونغ، الكويت، ماليزيا، نيبال، عمان، قطر، السعودية، سنغافورة والإمارات.

## مرحلة المجموعات

### المجموعة أ
شهدت المجموعة أ وصول عمان وأفغانستان المتأهلتين للنهائي إلى المركزين الأول والثاني والتأهل إلى مرحلة نصف النهائي. فشلت ماليزيا في الفوز بأي مباراة، على الرغم من إشتراك لاعب نادي سومرست للكريكت آرول سوپاياه في تشكيلتها.
| الفريق    | ل | ف | خ | ت | ب | ن |
| --------- | - | - | - | - | - | - |
| عمان      | 4 | 3 | 1 | 0 | 0 | 6 |
| أفغانستان | 4 | 3 | 1 | 0 | 0 | 6 |
| قطر       | 4 | 2 | 2 | 0 | 0 | 4 |
| نيبال     | 4 | 2 | 2 | 0 | 0 | 4 |
| ماليزيا   | 4 | 0 | 4 | 0 | 0 | 0 |

### المجموعة ب
كانت المجموعة ب مجموعة أكثر تنافسية من المجموعة أ. حيث تصدرت الإمارات المجموعة بعد فوزها في جميع مبارياتها الأربعة، وانضم إليهم الكويت في نصف النهائي بعد تفوقه على سنغافورة.
| الفريق                   | ل | ف | خ | ت | ب | ن |
| ------------------------ | - | - | - | - | - | - |
| الإمارات العربية المتحدة | 4 | 4 | 0 | 0 | 0 | 8 |
| الكويت                   | 4 | 2 | 2 | 0 | 0 | 4 |
| سنغافورة                 | 4 | 2 | 2 | 0 | 0 | 4 |
| هونغ كونغ                | 4 | 1 | 3 | 0 | 0 | 2 |
| السعودية                 | 4 | 1 | 3 | 0 | 0 | 2 |

## نصف النهائي
| عمان فاز بفارق 38 ركضة نادي يونيتي للكريكت الحكام: فيناي جها، سيفا ساريكا رجل المباراة: هيمن دساي |

| أفغانستان فاز بفارق 47 ركضة نادي يونيتي للكريكت الحكام: سرينيفاسان، رياز شودري رجل المباراة: نوروز منغال |

## مباراة المركز الثالث
| الكويت فاز بفارق 3 ركضات ملعب KOC للكريكت الحكام: غير معروفون رجل المباراة: ياسين مغل |

## النهائي
| انتهت المباراة بالتعادل ملعب KOC للكريكت الحكام: واسيم عباس، نويد مالك رجل المباراة: نيليش بالمر |

- نصت لوائح البطولة على إجراء مسابقة الرمي[الإنجليزية] في حالة التعادل، إلا أن سوء حالة الملعب بعد المباراة أدى إلى إلغائها وتقاسم الكأس

## الترتيب النهائي
| المركز | الفريق                   |
| ------ | ------------------------ |
| الأول  | عمان أفغانستان           |
| الثالث | الكويت                   |
| الرابع | الإمارات العربية المتحدة |
| الخامس | قطر                      |
| السادس | سنغافورة                 |
| السابع | نيبال                    |
| الثامن | السعودية                 |
| التاسع | هونغ كونغ                |
| العاشر | ماليزيا                  |